# Шевченківська сільська рада (Згурівський район)
| Шевченківська сільська рада — орган місцевого самоврядування у Згурівському районі Київської області з адміністративним центром у с. Шевченкове. Історична дата утворення: 21 жовтня 1985 року. Сільській раді підпорядковані населені пункти: - с. Шевченкове - с. Володимирське - с. Майське |

## Склад ради
Рада складається з 12 депутатів та голови.

### Керівний склад ради
| ПІБ                       | Основні відомості                                                 | Дата обрання | Дата звільнення |
| ------------------------- | ----------------------------------------------------------------- | ------------ | --------------- |
| Стукало Галина Леонідівна | Сільський голова, 1971 року народження, освіта                    | 26.03.2006   | 31.10.2010      |
| Стукало Галина Леонідівна | Сільський голова, 1971 року народження, освіта середня спеціальна | 31.10.2010   |                 |

Примітка: таблиця складена за даними джерела